# 尖尾鮄杜父魚
尖尾鮄杜父魚，為輻鰭魚綱鮋形目杜父魚亞目杜父魚科的其中一種，為溫帶海水魚，分布於北太平洋千島群島至阿拉斯加灣海域，棲息深度20-470公尺，體長可達25公分，棲息在砂泥、礫石或貝殼底質大陸棚水域，生活習性不明。

## 扩展阅读
維基物種上的相關：尖尾鮄杜父魚